# Alfa Centauri Bb
Alfa Centauri Bb je nepotvrzená extrasolární planeta obíhající kolem hvězdy Alfa Centauri B v trojhvězdí Alfa Centauri, které se nachází v souhvězdí Kentaura. Jde o nejbližší hvězdný systém, vzdálený jen 4,35 světelných let (1,34 pc) od Slunce. Po Proximě Centauri b by Alfa Centauri Bb byla nejbližší objevená planeta mimo Sluneční soustavu.

## Objev

Alfa Centauri

Astronomové ESA v Ženevské observatoři a centru pro astrofyziku při univerzitě v Portu začali v roce 2008 měřit spektrografem HARPS na Evropské jižní observatoři v Chile radiální rychlost Alfa Centauri B. Po čtyřech letech pozorování 16. října 2012 evropští astronomové ohlásili objev první planety obíhající v systému Alfa Centauri v prestižním vědeckém časopise Nature.
V roce 2015 však astronomové z Oxfordské univerzity tento objev zpochybnili.

## Vlastnosti
Planeta je podle objevitelů zhruba velikosti Země, nejméně 1,13 násobek hmotnosti a poloměr je asi 0,86 poloměru Země, ale oběžnou dobu má jen 3,236 dní ve vzdálenosti 6 milionů km (0,04 AU) od hvězdy, není tedy v obyvatelné zóně, ve které by mohla existovat voda v kapalném skupenství. Povrchovou teplotu má nejméně 1 500 K (zhruba 1 200 °C).